# Hôtel de Retz
L'Hôtel de Retz est un hôtel particulier situé au 9, rue Charlot dans le IIIe arrondissement de Paris. Il tire son nom de la famille des ducs de Retz qui en fera son troisième hôtel particulier et l'utilisera comme résidence. L'Hôtel de Retz abrite aujourd'hui des bureaux, des appartements, ainsi qu'un centre d'expositions temporaires appelé Passage de Retz.

## Histoire

### Hôtel d'Elbeuf
La construction de l'hôtel particulier eut lieu entre 1613 et 1632 et fut lancée par Daniel Martin de Mauroy, trésorier du duc de Guise. L'hôtel est alors connu sous le nom d'Hôtel d'Elbeuf. Du bâtiment initial, il ne reste aujourd'hui que la porte cochère.
L'hôtel d'Elbeuf change de nom en 1649 lors de son acquisition par Pierre de Gondi de Retz, frère du cardinal de Retz. Pierre de Retz et son épouse accueillirent en 1651 madame de Sévigné dans cet hôtel. L'hôtel fut par la suite revendu par la nièce du Cardinal de Retz à Nicolas Le Camus, premier président à la Cour des Aides, puis à sa famille de celui-ci. En 1716 il fut loué à Louis de Lorraine et, en 1722, au Président du Parlement. L’Hôtel fut par la suite partagé en 1750 entre le marquis de Marolles et madame de Flamonville.
Nestor Roqueplan, rédacteur en chef du Figaro, directeur de l’Opéra Comique et du Châtelet, naît dans cet hôtel en 1804.
En 1818, le bronzier Jean-François Deninger, dit Denière, fait l'acquisition l’Hôtel de Retz.
L'hôtel brûla et fut reconstruit en 1839.

### Période industrielle
Jusqu’au milieu du XXe siècle, l'Hôtel de Retz devient le lieu de production des Établissements Lesson, puis des cartonnages du Marais, jusqu’à l'acquisition en 1950 par un ingénieur chimiste et fabricant de jouets, Isucher Ber Frydman, qui en fait les locaux de la société de jouets en plastiques Fryd.

### Rénovation et transformation
Jacqueline Frydman, fille d'Isucher Ber Frydman, rénove l’Hôtel de Retz en accord avec le Plan de Sauvegarde du Marais. La rénovation menée entre 1989 et 1994 est l'œuvre de François et Sylvain Dubuisson. François Dubuisson procède à la rénovation des bâtiments en tenant compte de l'histoire du Marais industriel depuis le XIXe siècle.

### Depuis 1994
L’Hôtel de Retz abrite aujourd'hui des bureaux et des appartements. Il accueille également un espace d'expositions temporaires de  750 m2 appelé Passage de Retz, conçu par Sylvain Dubuisson et ouvert en 1994.
En décembre 1997 ouvrent dans le Passage de Retz le Petit Café et la Boutique signés par l’architecte Christian Biecher. Izzika Gaon de son vivant et Michaël Levin ont été parties prenantes du projet.